# Медвежья Голова (деревня)
Медве́жья Голова́ — деревня в Новгородском районе Новгородской области России. Входит в состав Ракомского сельского поселения.

## География
Расположена в новгородском Поозерье в 1,8 км от северо-западного берега озера Ильмень. Ближайшие населённые пункты — деревни Горные Морины, Здринога и Милославское.
В деревне есть четыре улицы — Вечевая, Вишнёвая, Медовая, Южная.

## Население
| 2010 |
| ---- |
| 17   |